# Грикайте, Кристина
Кристина Грикайте (род. 25 июля 2000 года) — российская модель.

## Биография
Родилась 25 июля 2000 года в Омске, Россия, в семье матери-литовки и русского отца.
Начала модельную карьеру в 2016 году, когда подписала контракт с московским агентством Avant Models. Начиная с 2017 года, Кристина являлась эксклюзивной моделью для показов Prada. Она участвовала в показах Prada весна/лето 2017 (эксклюзив), осень/зима 2017, весна/лето 2018, а так же снималась для рекламных компаний бренда.
Кристина снималась для американского, британского, парижского, итальянского, российского и китайского Vogue, журналов Interview, Self Service и Love, работала с фотографами Дэвидом Мушегайном, Бенджамином Хьюсеби, Патриком Демаршелье, Дэвидом Симсом, Марио Сорренти, Эми Трустом, Паоло Роверси, Кристианом Макдональдом, Крейгом Макдином, Дэниелом Джексоном, Стивеном Кляйном и Аласдером Маклелланом. В мае 2017 года Грикайте появилась на обложке российского Vogue.
Она была включена в список «Лучшие модели-новички 2017», составленный главным редактором британского Vogue Эдвардом Эннинфулом на сайте Models.com, и в настоящее время входит в топ-50 моделей по версии models.com.